# Bianca di Lancaster (duchessa di Lancaster)
Bianca di Lancaster, contessa di Derby (25 marzo 1345 – 12 settembre 1369), è stata una nobile inglese, figlia di  Enrico Plantageneto, I duca di Lancaster, il più ricco e potente pari del regno, e di Isabella di Beaumont. A quattordici anni venne data in sposa a Giovanni, terzogenito di Edoardo III d'Inghilterra.

## Biografia

### La famiglia
Bianca nacque da Enrico Plantageneto e da Isabel de Beaumont il 25 marzo 1345, anche se alcuni storici suggeriscono il 1347 come anno di nascita. Bianca era la più giovane dei figli di Henry ed Isabel e sia lei che la sorella maggiore Maud nacquero al Castello di Bolingbroke, nei pressi di Lindsey. Da parte di padre i suoi nonni erano Enrico Plantageneto e Maud Chaworth, mentre da parte di madre era nipote di Enrico di Beaumont ed Alice Comyn. In seconde nozze sua sorella Maud sposò Guglielmo I di Baviera, ma da nessuno dei suoi matrimoni nacquero figli.

### Il matrimonio

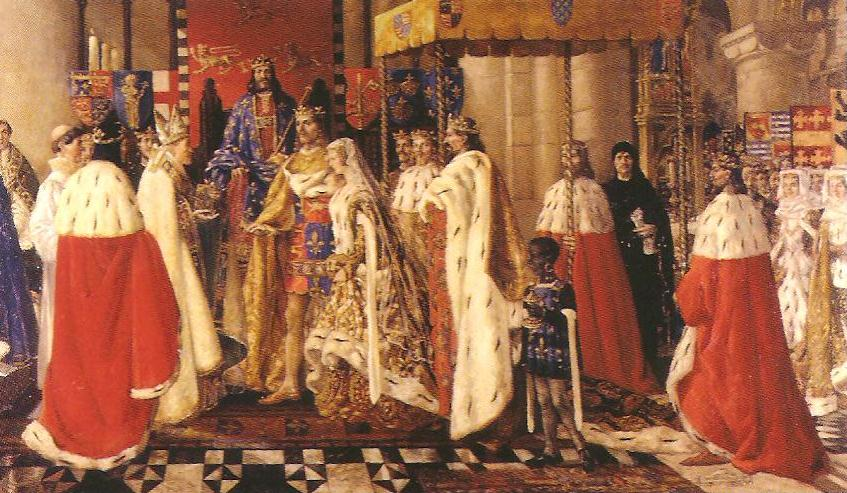
Il matrimonio di Giovanni di Gaunt e Bianca di Lancaster nell'Abbazia di Reading il 19 maggio 1359, di Horace Wright, 1914, Museo di Reading.

Il 19 maggio 1359, Bianca sposò Giovanni Plantageneto, figlio del regnante inglese Edoardo III e della sua consorte Filippa di Hainaut, l'intera famiglia reale presenziò alle nozze e il re diede alla giovane sposa ingenti regali sotto forma di gioielli.
Nel 1361 suo padre morì senza lasciare eredi maschi e il titolo di Duca di Lancaster restò vacante, così questi venne preso da Giovanni che in questo modo divenne Duca di Lancaster, Conte di Derby, Conte di Lincoln e Conte di Leicester (anche se questi titoli non vennero ereditati da Giovanni che nel 1362 alla morte della cognata Maud). La sua influenza associata ai diversi titoli nobiliari gli fecero guadagnare la carica di Lord grande intendente nel 1362. Lo storico francese Jean Froissart descrisse Bianca come jeune et jolie (giovane e bella) e lo scrittore Geoffrey Chaucer parlò di White (uno dei personaggi centrali de Il Libro della Duchessa che si crede sia stato ispirato da Bianca) come una donna di rara bellezza e cultura. Normalmente si crede che il matrimonio fra Bianca e Giovanni sia stato felice anche se vi sono poche prove evidenti in merito a questo, questa convinzione deriva dal fatto che egli scelse di essere sepolto accanto a lei, a dispetto dei due matrimoni che seguirono la sua morte, e che, secondo alcuni, i temi dell'amore, della devozione e del dolore che sono centrali nel poema di Chaucer, siano almeno in parte ispirati al legame che unì Bianca al marito.

Nel 1368 la peste bubbonica ricominciò a mietere vittime, Bianca, che allora viveva nel Lincolnshire venne infettata e morì nell'autunno di quell'anno, il 12 settembre, mentre suo marito era oltremare. Bianca aveva ventidue o ventitré anni. I suoi funerali si tennerò presso l'Antica cattedrale di San Paolo, dove venne sepolta, e vi prese parte tutta l'alta nobiltà britannica e il clero in un magnifico corteo che accompagnò il feretro. Giovanni commemorò la morte della moglie ogni anno fino al giorno della sua stessa morte e fu forse per un anniversario che Geoffrey Chaucer, che era all'epoca uno sconosciuto poeta di corte, compose, pare su commissione di Giovanni Plantageneto il poema Il Libro della Duchessa per commemorare la moglie morta. Nel 1374 Giovanni commissionò all'artigiano Henry Yevele (1320circa-1400) una doppia tomba per lui e Bianca, il monumento, collocato nel coro della cattedrale, venne completato nel 1380 per un costo totale di 592£.
Quando anche Giovanni morì venne sepolto accanto alla moglie nella Cattedrale di St. Paul, l'ubicazione però è attualmente sconosciuta.

## Discendenza
Bianca e Giovanni ebbero sette figli dei quali tre sopravvissero fino all'età adulta:
- Filippa (31 marzo 1360 - 19 luglio 1415). Consorte di Giovanni I di Portogallo (1357–1433);
- Giovanni (1362 - 1362). Deceduto alla nascita;
- Elisabetta (21 febbraio 1364 - 24 novembre 1426). Sposò dapprima John Hastings, III conte di Pembroke (1372–1389), matrimonio annullato nel 1383, in seguito nel 1386, John Holland, I duca di Exeter (1350–1400), e in terze nozze, John Cornwall, I barone Fanhope (morto nel 1443);
- Edoardo (1365 - 1368);
- Giovanni (1366 - 1367);
- Enrico (3 aprile, 1367 - 20 marzo, 1413), re d'Inghilterra. Sposò dapprima Maria di Bohun e poi Giovanna di Navarra;
- Isabella: (1368). Deceduta in tenera età.

## Ascendenza
|                                             |                  |                                       | Genitori                         |  |  | Nonni |  |  | Bisnonni                                   |  |  | Trisnonni                |  |
|                                             |                  |                                       |                                  |  |  |       |  |  | Edmondo Plantageneto, I conte di Lancaster |  |  | Enrico III d'Inghilterra |  |
|                                             |                  |                                       |                                  |  |  |       |  |  | Edmondo Plantageneto, I conte di Lancaster |  |  | Enrico III d'Inghilterra |  |
|                                             |                  | Eleonora di Provenza                  |                                  |  |  |       |  |  | Edmondo Plantageneto, I conte di Lancaster |  |  |                          |  |
| Enrico Plantageneto, III conte di Lancaster |                  |                                       |                                  |  |  |       |  |  | Edmondo Plantageneto, I conte di Lancaster |  |  |                          |  |
|                                             |                  | Bianca d'Artois                       | Roberto I d'Artois               |  |  |       |  |  |                                            |  |  |                          |  |
|                                             |                  | Bianca d'Artois                       | Roberto I d'Artois               |  |  |       |  |  |                                            |  |  |                          |  |
|                                             |                  | Bianca d'Artois                       | Matilda di Brabante              |  |  |       |  |  |                                            |  |  |                          |  |
| Enrico Plantageneto, I duca di Lancaster    |                  | Bianca d'Artois                       |                                  |  |  |       |  |  |                                            |  |  |                          |  |
|                                             |                  | Patrick Chaworth, Signore di Kidwelly | Patrick Chaworth                 |  |  |       |  |  |                                            |  |  |                          |  |
|                                             |                  | Patrick Chaworth, Signore di Kidwelly | Patrick Chaworth                 |  |  |       |  |  |                                            |  |  |                          |  |
|                                             |                  | Patrick Chaworth, Signore di Kidwelly | Hawise de Londres                |  |  |       |  |  |                                            |  |  |                          |  |
| Maud Chaworth                               |                  | Patrick Chaworth, Signore di Kidwelly |                                  |  |  |       |  |  |                                            |  |  |                          |  |
|                                             |                  | Isabella di Beauchamp                 | William de Beauchamp             |  |  |       |  |  |                                            |  |  |                          |  |
|                                             |                  | Isabella di Beauchamp                 | William de Beauchamp             |  |  |       |  |  |                                            |  |  |                          |  |
|                                             |                  | Isabella di Beauchamp                 | Maud FitzJohn                    |  |  |       |  |  |                                            |  |  |                          |  |
| Bianca di Lancaster                         |                  | Isabella di Beauchamp                 |                                  |  |  |       |  |  |                                            |  |  |                          |  |
|                                             | Luigi di Brienne | Giovanni di Brienne                   |                                  |  |  |       |  |  |                                            |  |  |                          |  |
|                                             | Luigi di Brienne | Giovanni di Brienne                   |                                  |  |  |       |  |  |                                            |  |  |                          |  |
|                                             | Luigi di Brienne | Berenguela di León                    |                                  |  |  |       |  |  |                                            |  |  |                          |  |
| Enrico di Beaumont                          | Luigi di Brienne |                                       |                                  |  |  |       |  |  |                                            |  |  |                          |  |
|                                             |                  | Agnés de Beaumont                     | Raoul VIII, Visconte de Beaumont |  |  |       |  |  |                                            |  |  |                          |  |
|                                             |                  | Agnés de Beaumont                     | Raoul VIII, Visconte de Beaumont |  |  |       |  |  |                                            |  |  |                          |  |
|                                             |                  | Agnés de Beaumont                     | Agnes de la Fleche               |  |  |       |  |  |                                            |  |  |                          |  |
| Isabella di Beaumont                        |                  | Agnés de Beaumont                     |                                  |  |  |       |  |  |                                            |  |  |                          |  |
|                                             |                  | Alexander Comyn, Sceriffo di Aberdeen | Alexander Comyn, conte di Buchan |  |  |       |  |  |                                            |  |  |                          |  |
|                                             |                  | Alexander Comyn, Sceriffo di Aberdeen | Alexander Comyn, conte di Buchan |  |  |       |  |  |                                            |  |  |                          |  |
|                                             |                  | Alexander Comyn, Sceriffo di Aberdeen | Elizabeth de Quincy              |  |  |       |  |  |                                            |  |  |                          |  |
| Alice Comyn                                 |                  | Alexander Comyn, Sceriffo di Aberdeen |                                  |  |  |       |  |  |                                            |  |  |                          |  |
|                                             |                  | Joan le Latimer                       | William le Latimer               |  |  |       |  |  |                                            |  |  |                          |  |
|                                             |                  | Joan le Latimer                       | William le Latimer               |  |  |       |  |  |                                            |  |  |                          |  |
|                                             |                  | Joan le Latimer                       | Alicia Ledet                     |  |  |       |  |  |                                            |  |  |                          |  |
|                                             |                  | Joan le Latimer                       |                                  |  |  |       |  |  |                                            |  |  |                          |  |